# Філевич Іван Порфирович

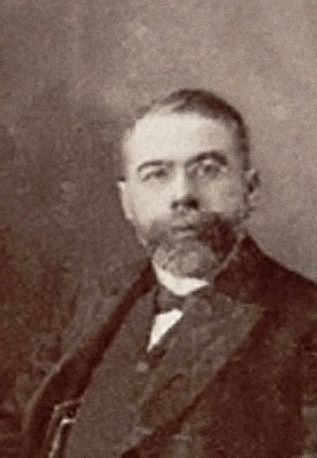

Іван Порфирович Філевич (рос. Иван Порфирьевич Филевич, 20.08. 1856, Люблінська губ. — 07.01 1913 Санкт-Петербург) — російський історик, публіцист українського походження. У 1890–1897 рр. – екстраординарний, у 1897–1908 рр. – ординарний професор кафедри російської історії Варшавського Університету. Досліджував питання територіального устрою і населення Київської Русі, русько-литовсько-польські взаємини XIV ст.

## Життєпис
Народився в сім'ї сільського греко-католицького священика, мати Івана була полькою римо-католичкою, котра дотримувалась польських патріотичних поглядів. В 1875 р. закінчивши Бельську класичну гімназію, поступив на Історико-філологічний факультет Санкт-Петербурзького університету. Був учнем К.М. Бестужева-Рюміна.
Після закінчення університету в 1879 р. Філевич довгий час працював учителем історії та словесності 1-го реального училища та гімназії "Чоловеколюбного товариства" в Санкт-Петербурзі. В 1890 р. захистив у Петербурзькому університеті магістерську дисертацію на тему: «Боротьба Польщі та Литви-Русі за галицько-володимирську спадщину», і був направлений до університету в Варшаві екстраординарним професором на кафедру російської історії. В 1896 р. захистив докторську дисертацію на тему: «Історія Древньої Русі. Територія і населення », став ординарним професором. Двічі їздив до Австро-Угорщини, де вивчав становище русинів-українців в Угорщині та Трансільванії. Вивчав історію Карпатської Русі. В 1902 р. почав видавати «Огляд найновішого періоду галицько-руського життя. 1772-1900 рр.». Був членом різних товариств: Петербурзькому слов'янсько-благодійному, Західно-російському, Московському археологічному. Під час перерви в роботі університету, в роки першої російської революції, Філевич переїхав до Петербурга. Остаточно звільнився з служби в 1908 році, став співробітником видання "Новое время".
Входив до складу Комісії з утворення Імператорського Миколаївського Саратовського Університету.
Дотримувався монархічних переконань і був членом найстаршої монархічній партії Росії - "Русское собрание", брав участь у монархістських з'їздах, був у Варшавському відділі «Союзу 17 жовтня». Брав активну участь у підготовці матеріалів для урядової комісії, що розробляла проект виділення Холмщини із складу Царства Польського.
Не дивлячись на походження із католицької родини, для Філевича характерним були тверді православні погляди, а також гостра критика діяльності католицької церкви на землях Галицько-Волинської Русі після їх завоювання польськими королями. У своєму дослідженні «Боротьба Польщі та Литви-Русі за галицько-володимирську спадщину» обґрунтовує твердження, що саме римо-католицька церква і папство, було головним ідеологом та організатором агресії Польської держави на землі Русі, та політики переслідування та дискримінації місцевого населення на національно-релігійному ґрунті.

## Праці з історії України, зокрема Галичини й Закарпаття
- Борьба Польши и Литвы-Руси за галицко-владимирское наследие (1899) (рос.)
- Очерк Карпатской территории и населення (рос.)

та ін.